# Family Circle Cup 2003
Family Circle Cup 2003 — жіночий тенісний турнір, що проходив на відкритих кортах з ґрунтовим покриттям Family Circle Tennis Center у Чарлстоні (США). Це був 31-й за ліком Volvo Car Open. Належав до турнірів 1-ї категорії в рамках Туру WTA 2003. Друга сіяна Жустін Енен-Арденн здобула титул в одиночному розряді.

## Фінальна частина

### Одиночний розряд
Жустін Енен-Арденн —  Серена Вільямс 6–3, 6–4

### Парний розряд
Вірхінія Руано Паскуаль /  Паола Суарес —  Жанетта Гусарова /  Кончіта Мартінес 6–0, 6–3